# Japan i olympiska sommarspelen 1924
Japan deltog med 19 deltagare vid de olympiska sommarspelen 1924 i Paris. Totalt vann de en bronsmedalj.

## Medalj

### Brons
- Katsutoshi Naito - Brottning, fjädervikt.